# Ignacio Andrade
Ignacio Andrade Troconis (Mérida, 31 de julho de 1839 – 17 de fevereiro de 1925) foi um político e militar venezuelano. Serviu como presidente da Venezuela de fevereiro de 1898 até outubro de 1899, quando foi deposto na chamada Revolução Liberal Restauradora.

## Carreira

### Posições iniciais
Foi presidente do estado de Falcón de 1883 a 1885. Foi também o líder do estado de Miranda de 1894 a 1897. 
Em 1897, o atual presidente Crespo apoiou Andrade nas eleições presidenciais contra José Manuel Hernandez. Andrade venceu a eleição, com Hernandez denunciando os resultados como fraudulentos e pegando em armas. Hernandez foi rapidamente derrotado, com turbulência política resultante. Outras tentativas de insurreição se seguiram, incluindo uma de Carlos Rangel Garviras, chefe do Partido Autônomo dos Andes da Colômbia. Ele invadiu a Venezuela com 2 000 homens, para ser derrotado em Capacho e San Josecito.

### 1898-1899: Liderança militar, presidência
O presidente venezuelano Joaquín Crespo governou até 1898, quando deu a função presidencial a Andrade, embora permanecesse um esteio militar do governo. Ao reprimir uma grave ameaça ao governo, Crespo foi morto em combate e Andrade ficou sem seu apoio militar. Com a morte de Crespo, a Venezuela entrou em um período de incerteza política.

### 1899: Derrubada por Cipriano Castro
Em 1899, o escritor colombiano Biofilo Panclasta viajou para a Venezuela, onde ingressou no exército do venezuelano Cipriano Castro, que tinha como objetivo a queda do presidente Andrade. Depois de deixar este grupo pouco depois, Panclasta viajou para a Venezuela com outros grupos revolucionários por Trujillo, Portuguesa, Cojedes e Carabobo.
Retornando à Venezuela e acumulando o apoio de venezuelanos insatisfeitos, o exército de Castro tornou-se um forte exército nacional, e ele o usou para marchar sobre Caracas em outubro de 1899 em um evento chamado Revolução Liberal Restauradora, e tomar o poder, instalando a si mesmo como comandante militar supremo. A turbulência política resultante levou à guerra civil na Venezuela de 1901 a 1902.
Após a invasão de Caracas em 23 de maio de 1899, Andrade exilou-se em Porto Rico. Ele voltou à vida pública depois de receber anistia em 1903.